# Mariti in affitto
Mariti in affitto (Maridos en alquiler) es una película italiana dirigida por Ilaria Borrelli de 2004; interpretada por:
- Maria Grazia Cucinotta - Maria
- Pierfrancesco Favino - Vincenzo
- Brooke Shields - Charlene
- Chevy Chase - Paul
- Rosaria De Cicco
- Diego Serrano - Raul
- Franco Javarone - Don Peppino
- Giovanni Rienzo - garzone di Don Peppino